# Прапор Коломака
Пра́пор Коломака́ — офіційний символ смт Коломак Харківської області, затверджений 25 січня 2005 р. рішенням Коломацької селищної ради.

## Опис прапора
У центрі зеленого прямокутного полотнища з співвідношенням сторін 2:3 герб селища.